# Liste von Wegweisersäulen im Vogtlandkreis
- Karte mit allen Koordinaten:
- OSM |
- WikiMap

Diese Aufzählung ist eine Teilliste der Liste von Wegweisersäulen in Sachsen.

## Vogtlandkreis

### Auerbach/Vogtl.
| Bild         | Bezeichnung         | Lage                       | Datierung          | Beschreibung                                                                                                | ID       |
| ------------ | ------------------- | -------------------------- | ------------------ | --- | -------- |
| Bild gesucht | Wegestein Beerheide | Schallerbachstraße (Karte) | Vermutlich um 1935 | Verkehrstechnisches Denkmal, Naturstein, bezeichnet mit „nach Georgengrün Rautenkranz u. nach Reiboldsgrün“ | 09234999 |

### Bergen
| Bild         | Bezeichnung            | Lage                      | Datierung       | Beschreibung | ID       |
| ------------ | ---------------------- | ------------------------- | --------------- | --- | -------- |
| Bild gesucht | Zwei Wegesteine Bergen | Alter Werdaer Weg (Karte) | 19. Jahrhundert | Verkehrsgeschichtliche Denkmale. - Erster Wegestein: Granitstele mit pyramidalem Abschluss, zwei Seiten behauen mit Inschrift: „Talsperre“ und Pfeil, „Werda“ und „Pillmannsgrün“, Oberkante bossiert - Zweiter Wegestein ähnlich, Inschrift: „Ort Bergen“, „Bahnhof Bergen“ | 08985683 |

### Eichigt
| Bild         | Bezeichnung         | Lage                      | Datierung | Beschreibung | ID       |
| ------------ | ------------------- | ------------------------- | --------- | --- | -------- |
| Bild gesucht | Wegestein Hundsgrün | Oelsnitzer Straße (Karte) | Um 1900   | Verkehrshistorisches Denkmal. Wegweiser mit Kilometerangaben, aus Schieferplatte, Oberkante abgerundet, farbige Aufschrift: „Oelsnitz 7.0 km Ebersbach 2.0 km Eichigt 3.0 km Adorf 7.8 km“. | 08985637 |

### Falkenstein/Vogtl.
| Bild               | Bezeichnung              | Lage                                              | Datierung       | Beschreibung | ID       |
| ------------------ | ------------------------ | ------------------------------------------------- | --------------- | --- | -------- |
| Weitere Bilder     | Wegestein Oberlauterbach | (Gemarkung Unterlauterbach, Flurstück 48) (Karte) | 19. Jahrhundert | Alte Ortslage Unterlauterbach, Denkmal der Verkehrsgeschichte. Wegweiser (Granit): „Nach Treuen, Lauterbach, Schreiersgrün“. | 09237553 |
| Wegestein Trieb/V. | Wegestein Trieb/V.       | Schönauer Straße 11 (bei) (Karte)                 | 19. Jahrhundert | Denkmal der Orts- und Verkehrsgeschichte, Granitpfeiler                                                                      | 09237965 |

### Heinsdorfergrund
| Bild         | Bezeichnung              | Lage                         | Datierung | Beschreibung                                         | ID       |
| ------------ | ------------------------ | ---------------------------- | --------- | ---------------------------------------------------- | -------- |
| Bild gesucht | Wegestein Unterheinsdorf | Reichenbacher Straße (Karte) | Um 1900   | Steinerner Wegweiser, Denkmal der Verkehrsgeschichte | 09209573 |

### Lengenfeld
| Bild            | Bezeichnung            | Lage                                       | Datierung           | Beschreibung | ID       |
| --------------- | ---------------------- | ------------------------------------------ | ------------------- | --- | -------- |
| Weitere Bilder  | Wegestein              | Alte Plauensche Straße (Karte)             | Um 1850             | Verkehrstechnisches Denkmal. Naturstein, obere Kante eingetieft, eingemeißelte Hand und Ortsname.                          | 08980445 |
| Weitere Bilder  | Wegestein Pechtelsgrün | Irfersgrüner Straße 2a (bei) (Karte)       | Um 1850             | Steinerner Wegweiser, Denkmal der Verkehrsgeschichte                                                                       | 08980258 |
| Wegestein Plohn | Wegestein Plohn        | Plohner Hauptstraße 10 (gegenüber) (Karte) | Um 1850             | Steinerner Wegweiser nach Pechtelsgrün und Röthenbach, Denkmal der Verkehrsgeschichte                                      | 08980239 |
| Weitere Bilder  | Wegestein Waldkirchen  | (Flurstücke 768, 1472) (Karte)             | Bezeichnet mit 1840 | Granitwegweiser, Denkmal der Verkehrsgeschichte                                                                            | 08980299 |
| Weitere Bilder  | Wegestein Waldkirchen  | Hauptstraße 141 (gegenüber) (Karte)        | Bezeichnet mit 1842 | Granitwegweiser, Denkmal der Verkehrsgeschichte                                                                            | 08980298 |
| Weitere Bilder  | Wegestein Waldkirchen  | Irfersgrüner Straße 17 (gegenüber) (Karte) | Bezeichnet mit 1840 | Granitwegweiser, Denkmal der Verkehrsgeschichte. Granitstele mit eingeritzten richtungsweisenden Händen und dem Ortsnamen. | 08980293 |

### Mühlental
| Bild         | Bezeichnung              | Lage               | Datierung                                                     | Beschreibung                                              | ID       |
| ------------ | ------------------------ | ------------------ | ------------------------------------------------------------- | --------------------------------------------------------- | -------- |
| Bild gesucht | Wegestein Saalig         | Dorfstraße (Karte) | 19. Jahrhundert                                               | Denkmal der Verkehrsgeschichte, Wegweiser (Schiefer)      | 09237190 |
| Bild gesucht | Kreuzstein und Wegestein | Zaulsdorf          | 15./16. Jahrhundert (Sühnekreuz); 19. Jahrhundert (Wegestein) | Ortsgeschichtlich und verkehrsgeschichtlich von Bedeutung | 09237088 |

### Neuensalz
| Bild           | Bezeichnung        | Lage                         | Datierung            | Beschreibung                                                                                         | ID       |
| -------------- | ------------------ | ---------------------------- | -------------------- | --- | -------- |
| Weitere Bilder | Wegestein Thoßfell | Alte Treuener Straße (Karte) | Ende 19. Jahrhundert | Granitwegweiser, verkehrsgeschichtlich von Bedeutung. Inschrift: „Pfaffengrün, Treuen, Gospersgrün“. | 09232498 |

### Neumark
| Bild         | Bezeichnung                                                                | Lage                  | Datierung                                           | Beschreibung | ID       |
| ------------ | -------------------------------------------------------------------------- | --------------------- | --------------------------------------------------- | --- | -------- |
| Bild gesucht | Ehemaliges Schloss und zwei Wegesteine (Einzeldenkmale zu ID-Nr. 09300640) | Parkstraße 16 (Karte) | Ende 15. Jahrhundert (Schloss); um 1850 (Wegestein) | Einzeldenkmale der Sachgesamtheit Schloss und Rittergut Neumark; Vierflügelanlage mit Innenhof, bau- und ortsgeschichtliche Bedeutung. Auf Berg gelegen, trapezförmiger Hof mit Putzgliederung (Laubengang), Bruchsteinmauerwerk, Ziegel in den oberen Bereichen, zum Teil ein Meter dick, drei Giebel, Satteldächer, Park mit Teichen, englische Landschaftsgartenanlage, steinerner Wegweiser (Oberheinsdorf/Oberreichenbach), niedriger Wegestein No. 20 1720 mit abgerundeter Oberkante. | 09209867 |

### Pöhl
| Bild         | Bezeichnung          | Lage                       | Datierung       | Beschreibung                                                                              | ID       |
| ------------ | -------------------- | -------------------------- | --------------- | ----------------------------------------------------------------------------------------- | -------- |
| Bild gesucht | Wegestein Christgrün | (Flurstück 188/18) (Karte) | 19. Jahrhundert | Verkehrstechnisches Denkmal. Wegepfeile nach Neudörfel und Ruppertsgrün, Granit, behauen. | 09232422 |

### Reichenbach
| Bild         | Bezeichnung         | Lage                  | Datierung       | Beschreibung                                   | ID       |
| ------------ | ------------------- | --------------------- | --------------- | ---------------------------------------------- | -------- |
| Bild gesucht | Wegestein Obermylau | Friesener Weg (Karte) | 19. Jahrhundert | Steinwegweiser, Denkmal der Verkehrsgeschichte | 09209778 |

### Rosenbach/Vogtl.
| Bild           | Bezeichnung          | Lage                                    | Datierung             | Beschreibung                                                                 | ID       |
| -------------- | -------------------- | --------------------------------------- | --------------------- | ---------------------------------------------------------------------------- | -------- |
| Weitere Bilder | Wegestein Mehltheuer | Leubnitzer Straße 2 (gegenüber) (Karte) | Mitte 19. Jahrhundert | Wegweiser (Plauen, Fasendorf, Schneckengrün), Denkmal der Verkehrsgeschichte | 09231948 |

### Steinberg
| Bild                    | Bezeichnung             | Lage                                        | Datierung       | Beschreibung                                 | ID       |
| ----------------------- | ----------------------- | ------------------------------------------- | --------------- | -------------------------------------------- | -------- |
| Wegestein Rothenkirchen | Wegestein Rothenkirchen | (Gemarkung Herlagrün, Flurstück 89) (Karte) | 19. Jahrhundert | Granitwegweiser, verkehrstechnisches Denkmal | 08980422 |

### Treuen
| Bild      | Bezeichnung | Lage                         | Datierung             | Beschreibung                        | ID       |
| --------- | ----------- | ---------------------------- | --------------------- | ----------------------------------- | -------- |
| Wegestein | Wegestein   | Veitenhäuser 4 (bei) (Karte) | Mitte 19. Jahrhundert | Verkehrsgeschichtlich von Bedeutung | 09236690 |